# Labus zethiformis
Labus zethiformis är en stekelart som beskrevs av Giordani Soika. Labus zethiformis ingår i släktet Labus och familjen Eumenidae. Inga underarter finns listade i Catalogue of Life.